# Àrea de Lliure Comerç ANSA-Xina

Àrea de Lliure Comerç ANSA-Xina

Àrea de Lliure Comerç ANSA-Xina (en anglès: ASEAN–China Free Trade Area o ACFTA) és una àrea de lliure comerç entre els deu països membres de l'Associació de Nacions del Sud-est Asiàtic (ANSA) i la República Popular de la Xina. L'acord marc inicial es va signar el 4 de novembre de 2002 a Phnom Penh, Cambodja, amb la intenció de crear un espai de lliure comerç entre els onze països el 2010. L'àrea de lliure comerç va entrar en vigor l'1 de gener de 2010, i és la major àrea de lliure comerç en termes de població i la tercera més gran en termes de PIB nominal.
Està formada per: Birmània, Brunei, Cambodja, Filipines, Indonèsia, Laos, Malàisia, Singapur, Tailàndia, Vietnam i República Popular de la Xina.